# زبیگنیف زاماخوفسکی
زبیگنیف زاماخوفسکی (لهستانی: Zbigniew Zamachowski؛ زادهٔ ۱۷ ژوئیهٔ ۱۹۶۱) بازیگر اهل لهستان است. 
از فیلم‌ها و برنامه‌های تلویزیونی که وی در آن نقش داشته‌است، می‌توان به نامه به بابا نوئل ۳، سیاست، دام، حلقه و رز، رانندگان جایگزین، نشانه‌گذاری‌شده، سرهنگ کفیاتکوفسکی، مقدرشده برای بلوز، با آتش و شمشیر (فیلم)، با آتش و شمشیر (مجموعه تلویزیونی)، مرشد و مارگاریتا، جادوگر (مجموعه تلویزیونی)، جادوگر (فیلم)، حوزه استحفاظی ۱۳، سکسیفای، قرارداد، وقتی شب به درازا می‌کشد، پیانیست، سه رنگ: سفید، ده فرمان ۱۰، بازگشته، فرار از سینما لیبرتی، جک استرانگ و جن‌زدگان اشاره کرد.